# Adventure-Subglazialgraben
Der Adventure-Subglazialgraben (englisch: Adventure Subglacial Trench) ist eine durch Gletschereis vollständig überdeckte Senke mit nordsüdlicher Ausrichtung inmitten des ostantarktischen Wilkeslands. Eine Verbindung zum westlich gelegenen Aurora-Subglazialbecken besteht über das Vincennes-Subglazialbecken.
Seine Ausdehnung wurde mittels Sonarortung im Rahmen eines gemeinsamen Programms des Scott Polar Research Institute, der National Science Foundation und Dänemarks Technischer Universität zwischen 1967 und 1979 ermittelt. Benannt ist er nach der Adventure, einem der Schiffe des britischen Seefahrers und Entdeckers James Cook bei seiner zweiten Südseereise (1772–1775).